# Hemibryomima
Hemibryomima là một chi bướm đêm thuộc họ Noctuidae.

## Các loài
- Hemibryomima chryselectra (Grote, 1880)
- Hemibryomima olivaria (Hampson, 1918)